# Alejandra Borrero
María Alejandra Borrero Saa (Popayán, 25 de abril de 1962) es una actriz y activista colombiana de cine, teatro y televisión.
Nació en una familia tradicional de Popayán, Alejandra Borrero estableció una vida liberal, donde manifestó ser muy distinta a los estándares tradicionales lo cual la involucraron en el mundo de la actuación. 

## Biografía

### Primeros años
Alejandra nació en Popayán, el 25 de abril de 1962, en el seno de una familia tradicional emparentada con grandes personajes de la región y de la historia de Colombia.
Se trasladó a Cali, Valle del Cauca desde muy temprana edad donde estudió actuación en la Universidad del Valle, donde formó parte de un grupo de actores y directores que hacían cine en esa ciudad. 

### Trayectoria
Su primera aparición en la pantalla grande fue en la película Debajo de las estrellas, actuación que le valió un galardón a mejor actriz en el Festival de cine de Bogotá en 1988.
Posteriormente hizo pequeños papeles en dramatizados como Cuentos del domingo y en 1991 dio un gran salto al tener su primer protagónico en la telenovela Azúcar, aunque su reconocimiento internacional fue por su personaje antagónico en la telenovela Café con aroma de mujer.
También ha incursionado en la conducción con Esta boca es mía, un programa de entrevista a famosos que era transmitido los sábados en la noche y que recibió a reconocidos personajes de la vida artística como Celia Cruz y José Feliciano, y tuvo una duración de casi tres años, con un buen nivel de audiencia.
Fuera del país ha participado en telenovelas en Estados Unidos como Me muero por ti y Vale todo, una adaptación de la producción brasileña Vale tudo (1988).
En 2021 recibió por parte del Gobierno de Francia y a través del Ministerio de Cultura de Colombia, la Orden de Caballero de las Artes y las letras, por su contribución al arte en el ámbito internacional, de lo cual dijo al medio colombiano W Radio:

"Me llegó un sobre de la embajada francesa y era este premio. Fue muy divertido y emocionante. Me siento muy honrada. No me lo esperaba, no sabía que el Embajador anterior estaba haciendo todo esto para apoyar el tema para que fuese nominada y ganar este premio."

En julio de 2022, se estrenó en el Teatro Arlequin de la Casa E Borrero en Bogotá la obra Una noche para siempre, escrita por Martha Márquez Quintero, y dirigida por Alejandra, junto al actor Erik Rodríguez. En esta se presenta un análisis contemporáneo de aspectos privados de la vida de Manuela Sáenz y su rol como uno de los personajes femeninos más importantes en la Independencia de Colombia. La obra contó con apoyo del Ministerio de Cultura colombiano y tuvo la participación de Alejandra y de las actrices Giovanna Andrade y Nina Guerrero.

## Casa E
En 2008 inauguró en Bogotá la Casa Ensamble, ahora Casa E de la cual es su propietaria. en sus instalaciones funciona como escuela de artes escénicas, musicales y galería de arte.

### La Fundación de Casa E (2001-2006)
En el año 2001, María Alejandra funda una organización sin ánimo de lucro dedicada a promover la equidad de género, el empoderamiento de las mujeres y la prevención de la violencia intrafamiliar.

### Crecimiento e Impacto de Casa E (2006-2020)
Casa E inicia sus actividades con programas educativos, capacitaciones y espacios de apoyo para mujeres y niñas en situación de vulnerabilidad, brindándoles herramientas para construir una vida digna y libre de violencia.
Durante los siguientes años, Casa E expande sus programas y alcance, llegando a comunidades de todo el país y consolidándose como un referente en la lucha por los derechos de las mujeres en Colombia.
La organización trabaja en estrecha colaboración con instituciones gubernamentales, organizaciones internacionales y la sociedad civil, fortaleciendo su impacto y contribuyendo a generar un cambio social positivo.

### Etapa de Crisis (2020-2023)
Durante el período de la pandemia de COVID-19 y el prolongado confinamiento, la Casa E experimentó un declive económico y un deterioro en la calidad de sus instalaciones. En el año 2020, la institución se sometió a un período de tres años en el mercado para su venta, sin embargo, no logró encontrar un comprador interesado en adquirirla.
A mediados del año 2023, la Casa E resurge con éxito al retomar sus actividades culturales. Este renacimiento se ve marcado por la presentación de dos destacadas obras teatrales: "El principio de Arquímedes" y "Lo que pasa en el bar se queda en el bar".

### Familia
Alejandra es hija de Mauricio Borrero Aragón y de María Josefa Saa Navia. A su vez sus hermanos son José Mauricio, Jimena, María Isabel y Ana Cecilia Borrero Saa.
Su bisabuela materna era María Josefa Iragorri Ospina, quien estaba emparentada con los Iragorri de la ciudad de Popayán (familia a la que pertenecen los políticos Aurelio Iragorri, y su hijo Aurelio Iragorri Valencia; nieto este último de Guillermo León Valencia por ser hijo de Alma Valencia López, bisnieto del poeta Guillermo Valencia, y primo de la política Paloma Valencia).

### Orientación sexual
En 1998, tras años de trabajo en la actuación en la televisión colombiana, se declaró lesbiana. Este asunto, que según ella no fue bien aceptado en el país, le produjo una depresión durante cuatro años. Decidió irse a vivir a Estados Unidos cuestionando como en Colombia no existía respeto hacia la diferencia.
Cuatro años después de haber hablado de su sexualidad en público vuelve a su patria y acepta hacer una entrevista sobre su orientación sexual concluyendo que poco a poco la sociedad estaba aceptando la diversidad sexual.
En el 2015 manifestó tener una relación con la actriz Katrin Nyfeler y dijo estar comprometida. Alejandra Borrero se divorció de ella en el año 2019.
Luego tuvo una relación de aproximadamente un año con la especialista en psiconeuroinmunoterapia Elizabeth Bateman. En 2021, su novia falleció debido al coronavirus: "Este 30 de marzo se conoció que Elizabeth Bateman, médica cirujana de la Escuela Juan N, falleció el pasado 5 de marzo, luego de una dura lucha contra el covid-19." 

## Filmografía

### Televisión
| Año       | Título                                          | Personaje                                     | Rol                                   |
| --------- | ----------------------------------------------- | --------------------------------------------- | ------------------------------------- |
| 2025      | Perfil falso                                    | Detective Indira Martínez                     | Reparto Principal (Segunda Temporada) |
| 2023      | 1994, el primer año del resto de nuestras vidas | Ella misma                                    | Invitada                              |
| 2023      | El grito de las mariposas                       | Gretchen                                      | Reparto                               |
| 2023      | Emma Reyes                                      | La Madame                                     | Reparto                               |
| 2022      | María Villa                                     | María Villa                                   | Protagonista                          |
| 2018-2019 | La ley del corazón 2                            | Adela Zambrano                                | Reparto Principal (Segunda Temporada) |
| 2016      | Azúcar                                          | Raquel Vallecilla Cucalón                     | Antagonista                           |
| 2013      | Allá te espero                                  | Magnolia Jaramillo de Restrepo                | Antagonista                           |
| 2010-2011 | A corazón abierto                               | Helena Cavalier                               | Actuación especial y recurrente       |
| 2009-2010 | Amor en custodia                                | Paz Delucci Planas de Sanin / Mónica Martínez | Protagonista                          |
| 2008-2009 | El último matrimonio feliz                      | Antonia Palacio                               | Protagonista                          |
| 2008      | Tiempo final                                    | Irene                                         | Reparto                               |
| 2007      | Pura sangre                                     | Genoveva Lagos                                | Actuación especial                    |
| 2007      | Mujeres asesinas                                | Emilia - La Carnicera                         | Protagonista                          |
| 2006-2008 | La hija del mariachi                            | Raquel Santana viuda de Guerrero              | Reparto principal                     |
| 2006      | Merlina, mujer divina                           | Soledad Carbó                                 | Reparto                               |
| 2003-2004 | Punto de giro                                   | Estefanía Braun / Katherine Braun             | Protagonista antagónica               |
| 2002      | Vale todo                                       | Helena Roitman                                | Reparto                               |
| 2001      | Solterita y a la orden                          | Amalia                                        | Reparto                               |
| 2000      | Me muero por ti                                 | Julia                                         | Reparto                               |
| 1999      | Francisco el matemático                         | Adriana Pineda                                | Coprotagonista                        |
| 1999      | El fiscal                                       | Tatiana Toledo de Valencia                    | Actuación especial                    |
| 1998      | Amores como el nuestro                          | Carmen Elvira                                 | Protagonista                          |
| 1997      | Perfume de agonía                               | Helena Saldarriaga                            | Protagonista                          |
| 1996      | Hombres                                         | María Fernanda Acosta                         | Coprotagonista                        |
| 1996      | La otra mitad del sol                           | Diana Robledo                                 | Protagonista                          |
| 1994      | Café con aroma de mujer                         | Lucía Sandoval Portocarrero de Vallejo        | Villana Principal                     |
| 1993      | Crónicas de una generación trágica              | Doña Francisca Villanova                      | Serie                                 |
| 1993      | La maldición del paraíso                        | Amanda                                        | Raparto                               |
| 1992      | Espérame al final                               |                                               |                                       |
| 1992      | Escalona                                        | Ana Belén                                     | Reparto                               |
| 1992      | María                                           | La madre                                      | Protagonista                          |
| 1989      | LP loca pasión                                  | Laura                                         |                                       |
| 1989      | Azúcar                                          | Caridad Solaz                                 | Protagonista antagónica               |
| 1988      | Al final del arco iris                          |                                               |                                       |
| 1988      | Décimo grado                                    |                                               |                                       |
| 1987      | La otra cara de la moneda                       |                                               |                                       |
| 1987      | Las muertes ajenas                              |                                               |                                       |
| 1987      | Marcela                                         |                                               |                                       |
| 1987      | Por amor                                        |                                               |                                       |
| 1987      | Cuentos del domingo                             |                                               | Dramatizados                          |

### Reality
| Año  | Título                                        | Rol                  |
| ---- | --------------------------------------------- | -------------------- |
| 2014 | Conflicto en la televisión                    | Presentadora         |
| 2013 | Protagonistas de nuestra tele (3.ª Temporada) | Jurado               |
| 2012 | CM&                                           | Presentadora invtada |
| 2012 | Protagonistas de nuestra tele (2.ª Temporada) | Jurado               |
| 2010 | Protagonistas de Nuestra Tele                 | Jurado               |
| 2004 | Protagonistas de novela 3, El juicio final    | Profesora            |
| 2001 | Esta boca es mía                              | Presentadora         |

### Cine
| Año  | Título                            | Personaje              | Notas                                                                   |
| ---- | --------------------------------- | ---------------------- | ----------------------------------------------------------------------- |
| 2014 | Gente de bien                     | María Isabel           | Película seleccionada en la semana de la crítica del festival de Cannes |
| 2014 | Anina                             | Voz rectora            | Película animada                                                        |
| 2009 | Poker                             | Jefe de la Mafia       |                                                                         |
| 2009 | Del amor y otros demonios         |                        |                                                                         |
| 2008 | Miradas urgentes                  | Alicia                 |                                                                         |
| 2007 | El amor en los tiempos del cólera | Doña Blanca            |                                                                         |
| 2007 | Hacia la oscuridad                | Marta Gutiérrez        |                                                                         |
| 2005 | Rosario Tijeras                   | Doña Ruby              |                                                                         |
| 2005 | Cuando rompen las olas            | Helena                 |                                                                         |
| 2001 | Bolívar soy yo                    | vicepresidenta         |                                                                         |
| 1999 | Soplo de vida                     | mujer en las escaleras |                                                                         |
| 1997 | La deuda                          | Eugenia Alfaro         |                                                                         |
| 1987 | La noche que nos visitó Sonia     |                        |                                                                         |
| 1986 | La madremontes                    |                        |                                                                         |
| 1986 | Debajo de las estrellas           |                        |                                                                         |

### Teatro
| Año       | Título                            |
| --------- | --------------------------------- |
| 2022      | Una noche para siempre            |
| 2014-2015 | Ella en Shakespeare               |
| 2013-2015 | Pharmakon                         |
| 2013      | Menáge à Trois                    |
| 2013      | A 2.50 la Cuba Libre              |
| 2012-2014 | Cinco mujeres un mismo trato      |
| 2012      | Puro teatro                       |
| 2012      | Habitación 3.3.3                  |
| 2012      | Pharmakon                         |
| 2011      | Pharmakon                         |
| 2010      | A 2.50 la Cuba Libre              |
| 2008      | Bajo el volcán                    |
| 2008      | Pharmakon                         |
| 2006      | A la sombra del volcán            |
| 2003-2006 | Frankie y Johnny al claro de luna |
| 2002      | Púrpura                           |
| 1995      | La Clepsidra                      |

## Premios y nominaciones

### Premios India Catalina
| Año  | Categoría                                     | Telenovela o Serie       | Resultado |
| ---- | --------------------------------------------- | ------------------------ | --------- |
| 2019 | Mejor actriz de reparto de telenovela o serie | La ley del corazón       | Nominada  |
| 2017 | Mejor actriz antagónica de telenovela o serie | Azúcar                   | Ganadora  |
| 2014 | Mejor actriz de reparto de telenovela o serie | Allá te espero           | Nominada  |
| 2010 | Mejor actriz protagónica de telenovela        | Amor en custodia         | Ganadora  |
| 2008 | Mejor actriz o actor protagónico de serie     | Mujeres asesinas         | Ganadora  |
| 1996 | Mejor actriz principal                        | La otra mitad del sol    | Ganadora  |
| 1994 | Mejor actriz principal                        | La maldición del paraíso | Ganadora  |
| 1991 | Mejor actriz principal                        | Azúcar                   | Nominada  |
| 1988 | Mejor actriz de reparto de telenovela o serie | Las muertes ajenas       | Nominada  |

### Premios TV y Novelas
| Año  | Categoría                             | Telenovela o Serie            | Resultado |
| ---- | ------------------------------------- | ----------------------------- | --------- |
| 2017 | Mejor actriz antagónica de telenovela | Azúcar                        | Nominada  |
| 2014 | Mejor jurado de Reality o concurso    | Protagonistas de Nuestra Tele | Nominada  |
| 2014 | Mejor actriz de reparto de telenovela | Alla te espero                | Nominada  |
| 2010 | Mejor actriz protagónica              | Amor en custodia              | Ganadora  |
| 2009 | Mejor actriz protagónica              | El último matrimonio feliz    | Ganadora  |
| 1999 | Mejor actriz protagónica de serie     | Francisco el matemático       | Nominada  |
| 1997 | Mejor actriz de reparto               | Hombres                       | Nominada  |
| 1996 | Mejor actriz protagónica de serie     | La otra mitad del sol         | Ganadora  |
| 1995 | Mejor actriz de reparto               | Café, con aroma de mujer      | Nominada  |
| 1994 | Mejor actriz de reparto               | La maldición del paraíso      | Nominada  |

### Premios Simón Bolívar
| Año  | Categoría               | Telenovela o Serie       | Resultado |
| ---- | ----------------------- | ------------------------ | --------- |
| 1997 | Mejor actriz            | Perfume de agonía        | Ganadora  |
| 1995 | Mejor actriz            | La otra mitad del sol    | Ganadora  |
| 1994 | Mejor actriz            | El ausente               | Nominada  |
| 1994 | Mejor actriz de reparto | Café, con aroma de mujer | Nominada  |
| 1993 | Mejor actriz de reparto | La maldición del paraíso | Ganadora  |

### Premios Macondo
| Año  | Categoría              | Película      | Resultado |
| ---- | ---------------------- | ------------- | --------- |
| 2015 | Mejor actriz principal | Gente de Bien | Ganadora  |

### Otros premios obtenidos
| Año  | Premio o Condecoración                                                           |
| ---- | -------------------------------------------------------------------------------- |
|      | Premio a mejor actriz en el Festival de Cine de Bogotá por la película La deuda. |
|      | Premio ACPE a mejor actriz protagónica, por La otra mitad del sol.               |
|      | Premio ACPE a actriz favorita por La otra mitad del sol.                         |
|      | Premio Pacífico. Premio Especial                                                 |
| 2013 | Condecoración Cruz Oficial - El Senado de la República                           |
| 2019 | Orden Pedro Nel Ospina Vásquez en grado de Gran Dama                             |
| 2019 | Premio Mujer Orgullo de Colombia                                                 |
| 2020 | Premio Mujeres de Éxito                                                          |
| 2021 | Distinción al mérito “Esmeralda Arboleda Cadavid”                                |
| 2021 | Distinción de Artes y Letras en el Grado de Caballero                            |